# Zummara
Een zummara, ook wel zamr genoemd, is een houten blaasinstrument dat bestaat uit twee aaneengebonden fluiten met een enkel riet. De twee fluiten kunnen afzonderlijk worden bespeeld.
De zummara wordt veel gebruikt in de Turkse volksmuziek.